# Semnopithèque blanchâtre
Trachypithecus vetulus
Espèce
Statut de conservation UICN

 EN A2cd+3cd+4cd : En danger
Statut CITES
Le Semnopithèque blanchâtre (Trachypithecus vetulus) est un primate de la famille des Cercopithecidae. Ce semnopithèque est endémique du Sri Lanka. La dégradation de l'habitat naturel de ce singe a provoqué la disparition de plus de 50 % des membres de l'espèce, faisant du Semnopithèque blanchâtre une espèce déclarée menacée par l'UICN.

## Morphologie
Les adultes mesurent entre 44,7 et 67,3 cm avec une queue allant de 58,9 à 85,1 cm. Leur pelage est brun-noir avec les moustaches blanches, de légères variations apparaissent au sein des sous-espèces. Celui des jeunes est gris clair. Les mâles adultes pèsent en moyenne 8,5 kg et les femelles, légèrement plus légères, affichent un poids moyen de 7,8 kg[réf. nécessaire]. Une autre source mentionne que, plus généralement, le trachypithecus vetulus, dénommé aussi langur à face pourpre, mesure de 48 à 60 cm, possède une queue de 66 à 85 cm et a une masse comprise entre 5 et 9 kg.

## Alimentation
Le semnopithèque blanchâtre est essentiellement folivore (se nourrit de feuilles) et le reste de son régime se compose de fruits, fleurs et graines qu'il trouve dans son habitat naturel. Son estomac compartimenté lui permet de digérer la cellulose qui compose la majorité de ses repas[réf. nécessaire].

## Liste des sous-espèces
Selon la troisième édition de Mammal Species of the World de 2005 :
- Trachypithecus vetulus vetulus (Erxleben, 1777) -  En danger
- Trachypithecus vetulus nestor (Bennett, 1833) -  En danger critique
- Trachypithecus vetulus monticola (Kelaart, 1850) -  En danger
- Trachypithecus vetulus philbricki (Phillips, 1927) -  En danger

## Synonymes
- Cercopithecus vetulus Erxleben, 1777
- Presbytis senex (Erxleben, 1777)
- Presbytis vetulus (Erxleben, 1777)
- Semnopithecus vetulus (Erxleben, 1777)

## Menaces et conservation
La sous-espèce Trachypithecus vetulus nestor (le semnopithèque Nestor) est incluse depuis 2004 dans la liste des 25 espèces de primates les plus menacées au monde.

#### Bases de références
- (en) Mammal Species of the World (3e  éd., 2005) : Trachypithecus (Kasi) vetulus (Erxleben, 1777) (consulté le 24 juillet 2014)
- (en) Catalogue of Life : Trachypithecus vetulus (Erxleben, 1777)
- (en) CITES : Trachypithecus vetulus (Erxleben, 1777)  (+ répartition sur Species+) (consulté le 1er juin 2015)
- (fr + en) ITIS : Trachypithecus vetulus  (Erxleben, 1777)
- (en) Animal Diversity Web : Trachypithecus vetulus
- (en) NCBI : Trachypithecus vetulus (taxons inclus)
- (en) UICN : espèce Trachypithecus vetulus (Erxleben, 1777) (consulté le 1er juin 2015)
- (fr) CITES : taxon  Trachypithecus vetulus (sur le site du ministère français de l'Écologie) (consulté le 1er juin 2015)
- (en) BioLib : Trachypithecus vetulus

#### Divers
- The Primata : Trachypithecus vetulus